# Parque nacional de Varangerhalvøya
El parque nacional de Varangerhalvøya (en noruego: Varangerhalvøya nasjonalpark, en sami septentrional Várnjárga) es un espacio natural protegido en la península de Varanger, en el extremo nororiental de Noruega. Se sitúa en los municipios de Båtsfjord, Nesseby, Vadsø y Vardø, en el condado de Finnmark. 

## Flora y fauna
Como en la península de Varanger coinciden especies del Ártico, de Siberia y de zonas al sur de la península, el parque se caracteriza por su diversidad de flora. Las pequeñas regiones de árboles caducos del parque se cuentan entre las más septentrionales del mundo. 
El lecho de roca y el suelo del norte, ricos en cal, permiten la existencia de especies como Papaver dahlianum, Tephroseris integrifolia, Potentilla nivea y Arenaria pseudofrigida. La especie de planta menos común en Varangerhalvøya es Crepis multicaulis, que se dio por extinguida en 1943, pero se volvió a encontrar en 2008. El parque está atravesado de este a oeste por una cadena montañosa muy baja, cuyo pico más alto es el Skipskjølen, de 633 m de altitud.
La península cuenta con un ecosistema alpino completo, con especies como el reno, el glotón y el zorro ártico, que es el mamífero más amenazado de Noruega. Un programa de recuperación basado en la reducción del más dominante zorro rojo ha obtenido (a fecha de 2008) buenos resultados. En la zona de Nesseby, gracias a sus humedales, se concentran numerosas especies de aves acuáticas, lo que le otorga un interés especial para los ornitólogos. Por otro lado, el logotipo del parque muestra un págalo rabero.

## Nombre y patrimonio
Varanger hace referencia a un fiordo (en nórdico antiguo: Ver(j)angr). Ver significaría pueblo de pescadores, y angr, fiordo. La segunda parte del nombre Varangerhalvøya quiere decir península.
En los terrenos del parque nacional se hallaron restos de torres sagradas del pueblo sami, lugares de sacrificio y utensilios de caza para la caza del reno, algunos de los cuales tenían hasta 4500 años de antigüedad. Uno de los hallazgos más significativos es una trampa para renos construida en piedra y de forma circular, fechada en el siglo XVI.